# Cala Mesquida (Menorca)

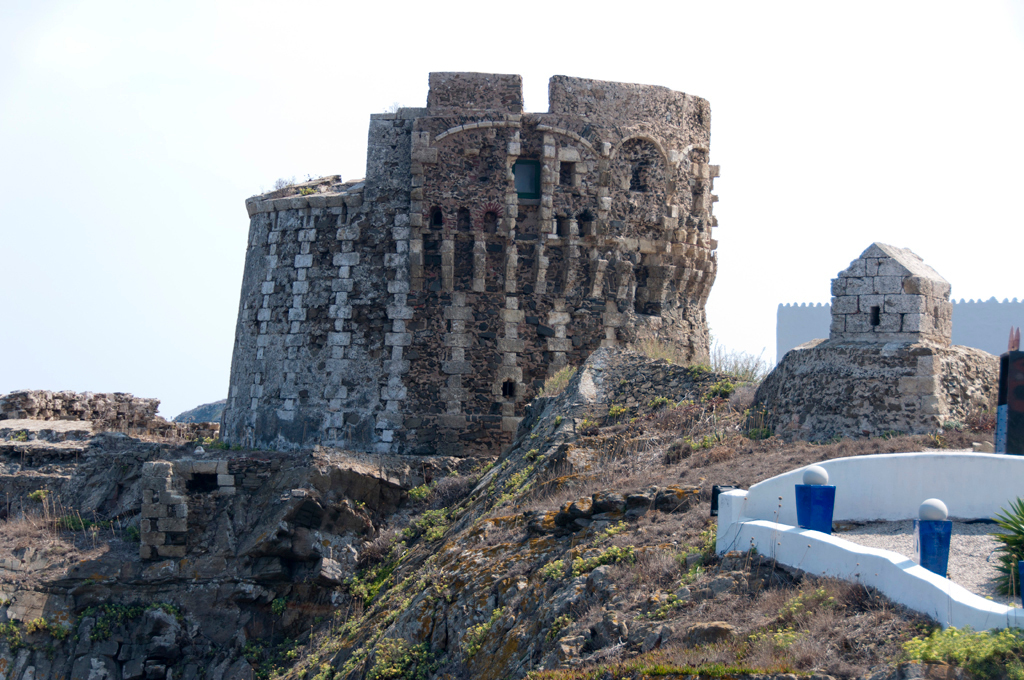
Torre de Sa Mesquida

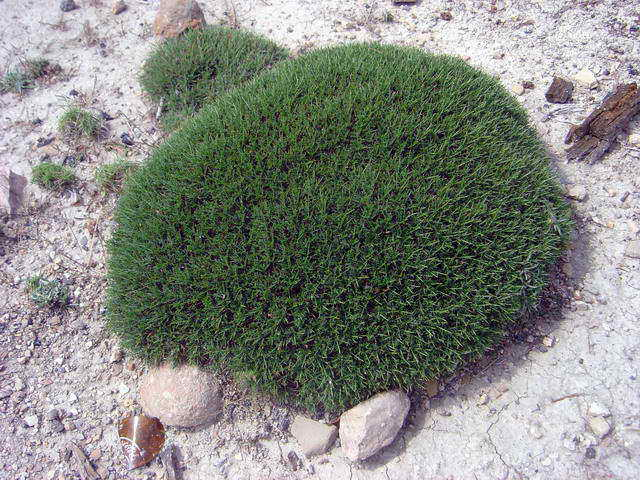
Socarrella

Sa Mesquida és una petita població situada a quatre quilòmetres de Maó, a Menorca, i on es troben les cales de Sa Mesquida, de 320 metres de longitud, sorra gruixuda i emmarcada pel penyó d'Es Pa Gros (68 metres d'altitud); i la Raconada de Sa Mesquida Vella, de 70 metres i formada per roques. És un indret típic on tradicionalment s'acosten els maonesos per anar a la platja o dinar fora, amb l'atractiu de la natura i d'una vista privilegiada. També hi ha una de les onze torres de vigilància construïdes entre 1798 i 1802 pels britànics, durant la seva dominació de l'illa.

## Flora i fauna
És especialment a la cala de sa Raconada de Sa Mesquida Vella, que roman encara en estat verge, on es poden veure més espècies aquàtiques. Aquesta cala és sovint a l'ombra, i la seva flora i fauna difereix en part de la de la cala de sa Mesquida. En aquestes platges i els seus voltants hom pot trobar bolets com els esclata-sangs d'alzina. A més d'alzines, la vegetació està formada entre d'altres per cirerers de Betlem, ullastre, llentrisca, trompera, matapoll, estepa blanca, estepa llimonenca, llampuguera, aritja, vidalba, trèvol femella, murta, morrissà bord, fonoll marí, allassa blanca, abellera banyuda i cascall marí. Endemismes menorquins que s'hi poden veure són la socarrella, el camot, la col de moro i el dafne menorquí.
Les cabres salvatges menorquines són usuals als penya-segats costaners de tot el nord de Menorca i també es poden veure a l'interior i a Cala Mesquida. En àrees humides és fàcil veure calàpets i libèl·lules. Amb una mica de paciència és possible trobar una bona quantitat d'espècies d'ocells, com ara la gavina corsa, el corb marí, el trencapinyons, el voltor negre, l'àguila peixatera, el xoriguer, la baldritja gran i el reietó.

## Història
A la platja de sa Mesquida van desembarcar les tropes franc-espanyoles del duc de Crillon, per conquerir l'illa als anglesos l'any 1781. Per aquest motiu, va ser un dels llocs elegits pels britànics per aixecar una de les torres costaneres de defensa que van construir per tal d'evitar noves incursions. Edificada sobre un roquissar, que separa s'Arenal Gran de sa Raconada, la torre s'alça devers 15 metres sobre el nivell de la mar. De planta circular i forma troncocònica, conserva la data de 1799 a la seva clau de volta.

## Cultura
Les festes majors de Cala Mesquida se celebren el primer cap de setmana d'agost. Com a totes les fetes majors de Menorca, hi ha pomada, pastes dolces i salades tradicionals, etc i per falta de pressupost no hi ha desfilades de cavalls ni jaleo, tal com diu l'himne oficiós de Sa Mesquida: "... ni cavalcades ni cavalls, Sa Mesquida és superior".